# Sorting nexin

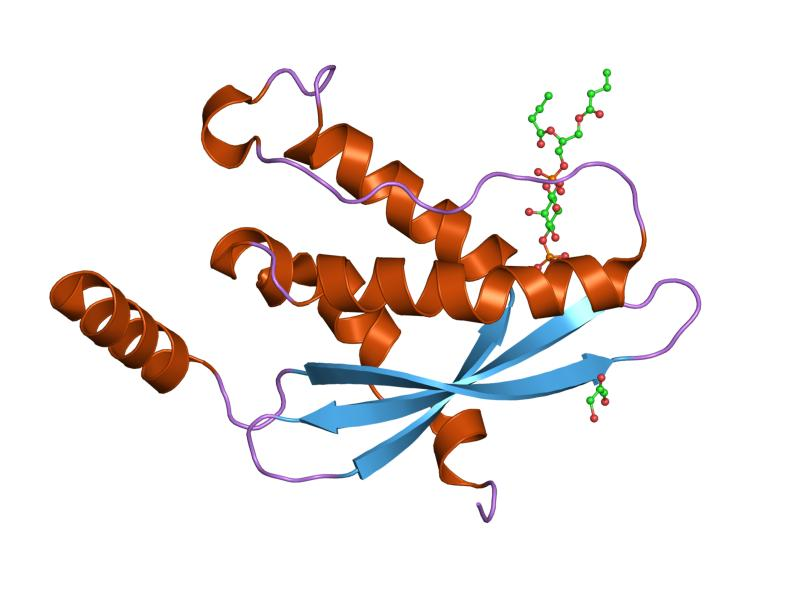
PX doména

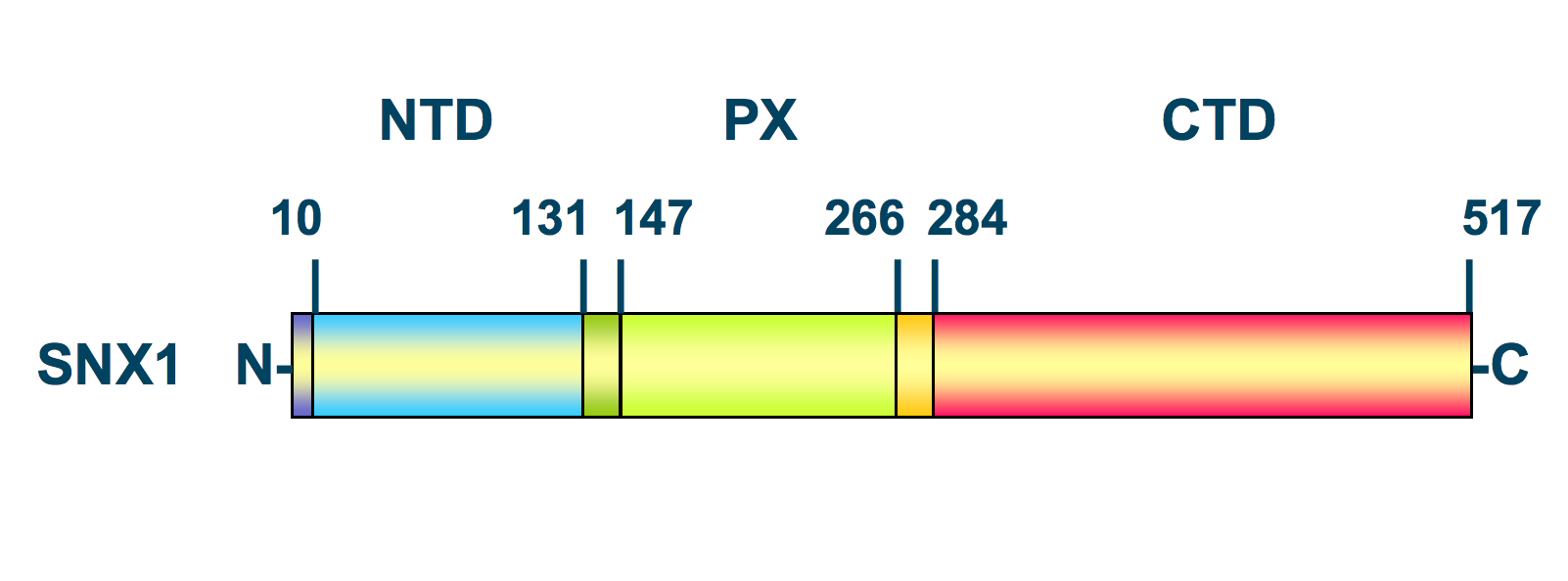
Sorting nexin 1, schéma

Sorting nexiny (SNX) představují skupinu proteinů s tzv. phox (PX) doménou, díky níž se vážou na fosfatidylinositol-3-fosfát a fosfatidylinositol-3,5-bisfosfát v membránách. Regulují vezikulární transport, signalizaci na membráně a endocytózu.

## Zástupci
Jedná se o relativně početnou rodinu proteinů – u kvasinek má 10 členů, u savců dokonce 33. K významným savčím SNX patří:
- SNX-BAR podrodina (obsahuje BAR doménu – Bin/Amphiphysin/Rvs, která cítí zakřivení membrány).
  - SNX1 a SNX2 – vznikly duplikací „kvasinkového“ genu Vps5
  - SNX5 a SNX6 – vznikly duplikací „kvasinkového“ genu Vps17

Tyto SNX fungují zpravidla dimerně, a to tak, že jeden „Vps5“ SNX dimerizuje s jedním „Vps17“ SNX. Jejich nejprobádanější funkcí je podíl na stavbě retromeru, komplexu významného pro retrográdní transport. Vyjma sorting nexinů patří k složkám retromeru ještě proteiny Vps35, Vps26 a Vps29.
- SNX3, SNX27 – neobsahují BAR doménu, ale za určitých podmínek i ti mohou spoluvytvářet retromer.[2][3]